# 夏尔·诺康
夏尔·澤古阿·贝西·诺康（法語：Charles Zégoua Gbessi Nokan，1936年12月28日—2022年11月1日）是象牙海岸作家。